# 中込直樹
中込 直樹(なかごみ なおき、1978年5月25日 - )は、日本の実業家。香港在住。
ウィングファットインターナショナル代表取締役、夢創貿易発展有限公司董事長。
山梨県南アルプス市出身。2015年より地元山梨県のプロサッカークラブ、ヴァンフォーレ甲府のオフィシャルスポンサー（メインスタンドコンコース）、2017年より日本プロ野球選手会ベースボールクラシック山梨大会の冠協賛を行っている。

## 経歴
東北大学 (中国)法学部卒業後、キャラクターライセンスを扱う香港日系商社に勤務。2007年、ウィングファットインターナショナル創業。キャラクターを使用した玩具や雑貨、ベビー商品の企画製造を得意とし、2018年、販売会社Dream Creation Trading Co.,Ltd を立ち上げる。ウィングファットインターナショナル代表取締役、夢創貿易発展有限公司董事長。

## 人物像
- 中学の同級生や後輩には、俳優の土屋佑壱、女子ホッケー元日本代表の藤尾香織、フリーアナウンサー浅利そのみがいる。
- 海外滞在歴が20年を超え、三か国語を話すトライリンガル（トリリンガル、trilingual）である。

## 引用・外部リンク
香港、深圳や広州の生活情報はPPW - 特集：モノ作りの現場 工場を訪ねて 1
香港ジャピオンウェブサイト - ビジネスインタビュー　My style 私の信念
Books&Apps
ヴァンフォーレ甲府公式サイト
ウィングファットインターナショナルHP - .wingfat-inc.com
香港工場HP - wingfat-co.com
山日YBS事業局イベントインフォメーション- キャッチボールクラシック山梨大会
スポーツマニア - キャッチボールクラシック山梨大会
CNET Japan > リリース情報 - 『the bear’s school baby』
PPW - 2019年3月〜中国ベビー玩具市場に参入「バンダイ」
キャッチボールクラシック公式HP
Newsweek ヴァンフォーレ甲府アカデミーU-12とユニフォームスポンサー契約
The FOCUS | ビジネスメディア